# Temelucha glomerata
Temelucha glomerata är en stekelart som beskrevs av Dasch 1979. Temelucha glomerata ingår i släktet Temelucha och familjen brokparasitsteklar. Inga underarter finns listade i Catalogue of Life.